# Liste der Baudenkmäler in Fürsteneck
Auf dieser Seite sind die Baudenkmäler in der niederbayerischen Gemeinde Fürsteneck zusammengestellt. Diese Tabelle ist eine Teilliste der Liste der Baudenkmäler in Bayern. Grundlage ist die Bayerische Denkmalliste, die auf Basis des Bayerischen Denkmalschutzgesetzes vom 1. Oktober 1973 erstmals erstellt wurde und seither durch das Bayerische Landesamt für Denkmalpflege geführt wird. Die folgenden Angaben ersetzen nicht die rechtsverbindliche Auskunft der Denkmalschutzbehörde.
 Die Liste gibt den Fortschreibungsstand vom 22. März 2018 wieder und umfasst acht Baudenkmäler.

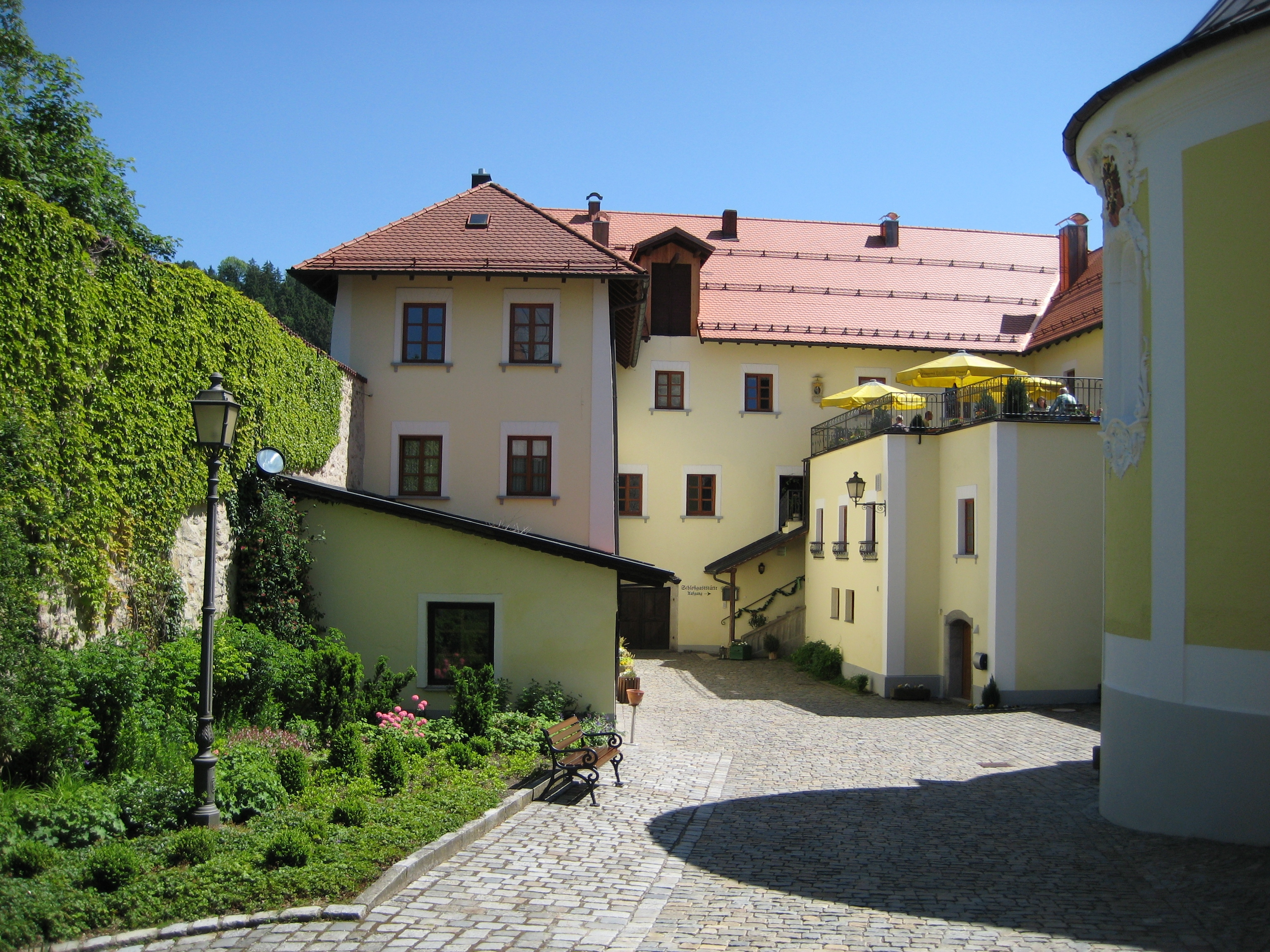
Blick in den Innenhof des Schlosses Fürsteneck

## Baudenkmäler nach Ortsteilen

### Fürsteneck
| Lage                   | Objekt                         | Beschreibung | Akten-Nr.             | Bild           |
| ---------------------- | ------------------------------ | --- | --------------------- | -------------- |
| Schloßweg 5 (Standort) | Schloss Fürsteneck, Burganlage | Dreiflügelanlage, dreigeschossige Trakte über unregelmäßigem Grundriss, mit Walm-, Halbwalm- und Satteldach, bezeichnet mit „1700“, im Kern älter; Schlosskapelle, heute Pfarrkirche St. Johannes, Zentralbau mit Trikonchos, mit Mansardwalmdach, 1745 von Severin Goldberger, 1929 nach Brand wiederhergestellt; mit Ausstattung; Bergfried, mit Walmdach und Dachreiter, Bruchstein, Anfang 13. Jahrhundert; Torturm, viergeschossiger Walmdachbau mit gewölbter Durchfahrt, im Kern mittelalterlich; Zufahrtsbrücke über den nordseitigen Halsgraben, Massivbau mit mittlerem Rundbogen, Bruchstein, wohl 16./17. Jahrhundert; Burgmauer, Bruchstein, wohl mittelalterlich; Bering, Bruchsteinmauerwerk im Anschluss an den Wohnbau im Süden. | D-2-72-119-1 Wikidata | weitere Bilder |

### Anzerreut
| Lage                   | Objekt      | Beschreibung                                                             | Akten-Nr.             | Bild |
| ---------------------- | ----------- | ------------------------------------------------------------------------ | --------------------- | ---- |
| Anzerreut 6 (Standort) | Traidkasten | Geständerter Blockbau, zum Teil verbrettert, 18./Anfang 19. Jahrhundert. | D-2-72-119-2 Wikidata | BW   |

### Atzldorf
| Lage                   | Objekt                          | Beschreibung                                                                                              | Akten-Nr.             | Bild |
| ---------------------- | ------------------------------- | --- | --------------------- | ---- |
| Atzldorf 23 (Standort) | Hauptgebäude eines Vierseithofs | Zweigeschossiger Halbwalmdachbau, Bruchsteinmauerwerk in Breitfugentechnik, Portal bezeichnet mit „1842“. | D-2-72-119-6 Wikidata | BW   |

### Hochwegen
| Lage                           | Objekt      | Beschreibung                                                                            | Akten-Nr.             | Bild |
| ------------------------------ | ----------- | --------------------------------------------------------------------------------------- | --------------------- | ---- |
| an der Staatsstraße (Standort) | Waldkapelle | Satteldachbau, Holzständerwerk mit Verbretterung, 19./20. Jahrhundert; mit Ausstattung. | D-2-72-119-7 Wikidata | BW   |

### Loizersdorf
| Lage                      | Objekt                      | Beschreibung | Akten-Nr.             | Bild |
| ------------------------- | --------------------------- | --- | --------------------- | ---- |
| Loizersdorf 30 (Standort) | Wohnhaus eines Vierseithofs | Zweigeschossiger traufständiger Schopfwalmdachbau, Portal bezeichnet mit „1856“; Stadel, eingeschossiger Schopfwalmdachbau mit korbbogigem Einfahrtstor, bezeichnet mit „1847“; nordöstlich an das Wohnhaus anschließend. | D-2-72-119-8 Wikidata | BW   |

### Ohbruck
| Lage                  | Objekt  | Beschreibung                                                                      | Akten-Nr.             | Bild |
| --------------------- | ------- | --------------------------------------------------------------------------------- | --------------------- | ---- |
| in Ohbruck (Standort) | Kapelle | leinbau mit Satteldach und rundbogiger Öffnung, 19. Jahrhundert; mit Ausstattung. | D-2-72-119-9 Wikidata | BW   |

### Schnürring
| Lage                     | Objekt      | Beschreibung                                                               | Akten-Nr.              | Bild |
| ------------------------ | ----------- | -------------------------------------------------------------------------- | ---------------------- | ---- |
| Schnürring 10 (Standort) | Traidkasten | Zweigeschossiger Blockbau mit flach geneigtem Satteldach, 18. Jahrhundert. | D-2-72-119-11 Wikidata | BW   |

### Schrottenbaummühle
| Lage                            | Objekt                                  | Beschreibung | Akten-Nr.              | Bild           |
| ------------------------------- | --------------------------------------- | --- | ---------------------- | -------------- |
| Schrottenbaummühle 1 (Standort) | Hauptgebäude eines ehemaligen Einödhofs | Zweigeschossiger Halbwalmdachbau mit kräftigem Gesims, Portal bezeichnet mit „1792“; Nebengebäude, zweigeschossiger Flachsatteldachbau mit Traufschrot, Bruchsteinmauerwerk, 19. Jahrhundert. | D-2-72-119-12 Wikidata | weitere Bilder |

## Ehemalige Baudenkmäler
In diesem Abschnitt sind Objekte aufgeführt, die früher einmal in der Denkmalliste eingetragen waren, jetzt aber nicht mehr. Objekte, die in anderem Zusammenhang also z. B. als Teil eines Baudenkmals weiter eingetragen sind, sollen hier nicht aufgeführt werden. Aktennummern in diesem Abschnitt sind ehemalige, jetzt nicht mehr gültige Aktennummern.

| Lage                  | Objekt                      | Beschreibung                                         | Akten-Nr.              | Bild |
| --------------------- | --------------------------- | ---------------------------------------------------- | ---------------------- | ---- |
| Aschberg 4 (Standort) | Wohnstallhaus im Waldlertyp | Teilweise offener Blockbau, im Kern 18. Jahrhundert. | D-2-72-119-4 Wikidata  | BW   |
| Simpoln (Standort)    | Weilerkapelle               | Ende 19. Jahrhundert; mit Ausstattung.               | D-2-72-119-13 Wikidata | BW   |